# جاي وليامز (سياسي)
جاي وليامز (بالإنجليزية: Jay Williams)‏ هو سياسي أمريكي، ولد في 26 سبتمبر 1971 في يونغزتاون في الولايات المتحدة. حزبياً، نشط في الحزب الديمقراطي. وقد انتخب List of mayors of Youngstown, Ohio ‏.